# 劇場版 仮面ライダーオーズ WONDERFUL 将軍と21のコアメダル
『劇場版 仮面ライダーオーズ WONDERFUL 将軍と21のコアメダル』（げきじょうばん かめんライダーオーズ ワンダフル しょうぐんと21のコアメダル）は、2011年8月6日より東映系で上映された、日本の映画作品。同時上映作品は『海賊戦隊ゴーカイジャー THE MOVIE 空飛ぶ幽霊船』。
キャッチコピーは「ヒーローが日本を元気にする!」、「かつてない熱い夏がやってくる!!」、「コアメダルの秘密! 世界の終末を前に、オーズが時空を超えた大冒険!」。

## 概要
特撮テレビドラマ『仮面ライダーオーズ/OOO』初の単独劇場版作品にして、仮面ライダー生誕40周年記念作品。前年に続き、デジタル3Dと2Dの2バージョンが同時公開された。
本作品は時代劇的要素が採り入れられた作品作りがなされており、仮面ライダーシリーズと同じくテレビ朝日系列で放送された時代劇『暴れん坊将軍』とのコラボレーションが行われている。ゲストには同作品にて主演を務めた松平健が起用され、主題歌も担当した。本作品における「徳川吉宗」の人物設定は『暴れん坊将軍』におけるそれと全く同じであり、劇中で吉宗がナイト兵と戦うシーンにも、同作品のメインテーマを中川幸太郎がアレンジしたBGMが使われている。オファー当初、「何で仮面ライダーに?」と大層困惑したという松平であるが、後にインタビューで「久々に『暴れん坊将軍』を見ていただける」「『暴れん坊将軍』の世界に仮面ライダーがやってきたみたいな感じ」ともコメントしている。
本作品は徹底してファミリー映画にする、という意見が決まったのと同時に、『オーズ/OOO』のテーマとしてアンクに代表される「手や腕」に象徴されるような「絆」を描くものとなり、東日本大震災が起こったことを受けて「明るく楽しい」映画を描くこととなった。
前年に引き続き、劇場版限定および初登場フォーム（仮面ライダーオーズ ブラカワニコンボ・ガタトラーター）の登場、そして次作の主役ライダーの先行登場が踏襲されており、本作品では『仮面ライダーフォーゼ』の主人公である如月弦太朗 / 仮面ライダーフォーゼに加え、メインキャラクターの一人である城島ユウキも登場している。江戸時代のシーンでは、『仮面ライダーW』の劇中劇「風の佐平次」の佐平次も登場している。
一部にテレビシリーズの展開との相違点も見られるものの、本作品にて描かれる物語は冒頭のテロップで明示されている通り、2011年6月に起きた出来事として位置付けられている。またテレビシリーズの後日譚にあたる『仮面ライダー×仮面ライダー フォーゼ&オーズ MOVIE大戦MEGA MAX』では、フォーゼとオーズが本作品にて対面済であることを踏まえた描写がなされている。

## あらすじ
2011年6月、ヨーロッパのドイツ・テューリンゲン州にある森の奥深く。そこにはかつて、オーメダルを生み出した800年前の錬金術師が創りだした「失われたメダル」が封印されていた。
鴻上光生会長の指揮により、研究チームはある錬金術師が封じられた円形の石板の封印を解いた。だがその途端、地面がメダルのように“裏返り”、封印の地が日本に現れる。復活した錬金術師の名はガラ。復活したガラはオーズやグリードたちからコアメダルを次々と奪い、「この世界を終わらせて自分が新しい世界の王（オーズ）になる」ことを宣言する。
ガラは人々からも欲望を奪い、その力で次々と各地を恐竜時代をはじめとした過去の地球の時空間と入れ替えていく。それに巻き込まれ、火野映司・アンク・泉比奈は現代の少年・若葉駿とともに江戸時代へタイムスリップしてしまう。

## 本作品オリジナルの登場人物
ガラ
800年前にコアメダルを生み出した錬金術師の一人で、橙色の衣服を身に纏っている。後世には「最も強いメダルを作ることができた」と伝えられており、その力を疎まれ仕えていた王によって封印されてしまう。
800年の眠りから王の子孫である鴻上が封印を解いたことで現代に復活、欲望の減らない今ある世界を破壊し新世界の王＝オーズになるため、オーメダルを集め始める。肉体は既に失われているため、復活後は若葉五月に憑依して行動する。
テレビシリーズ第44話にも、本作品の映像を流用した形で姿のみが登場している。
『小説 仮面ライダーオーズ』では錬金術師でありながら豊富に生い茂っていた薬用植物で、戦争で傷ついた兵士の傷をたちまち癒す最高級の薬品を作っており、外交によって小国ながら大国と対等以上に渡り合える手腕を持つ王と共に国を支えていたことが判明する。
- 東日本大震災があったことから、正義と悪の対立を、人々が亡くなる姿や、街の破壊などで描かないように見せるため、怖さを前面に出したキャラではなく、メルヘンチックなテイストのある設定の敵ということとなり、ラストシーンありきの五月の身体を使うガラというキャラクターの逆算から母親像を上手に演じられる酒井がキャスティングされた。
- 身長が高いことから、歩く際には吹き替えとなっているが、それ以外は酒井本人が演じており、スカートの中は座れるように工夫されている。

ベル
ガラが生み出した使い魔で、道化のような衣装をまとった少女の姿をしている。作中では複数体が存在し、あるものと引き換えに人間の欲望を叶える「チャンスタイム」と呼ばれる二択を人間たちに迫り、集めた人間の欲望から大量のセルメダルをもたらした。

若葉 駿（）
現代人の少年。母・五月がガラに身体を乗っ取られる瞬間を目撃し、母を救うためにガラに近づいた時に映司らと知り合い、そのまま江戸時代にタイムスリップしてしまう。

若葉 五月（）
駿の母親。仕事の忙しさのため駿に構ってやれず仲がこじれており、家から飛び出した駿を探している最中、復活したガラに身体を奪われる。

### 江戸の人々
徳川吉宗
『暴れん坊将軍』の主人公。江戸幕府第八代将軍であり、貧乏旗本の三男坊徳田 新之助（）を名乗り、素性を隠して市井を見守っている。映司の行動を目の当たりにしても現代人の異彩な風貌に惑わされず、困惑する町民を宥め混乱を終息させた。剣術の達人ぶりは本作品でも健在で、多数のナイト兵を峰打ちの太刀一本で圧倒する強さを見せつけた。なお本作品では将軍姿で駆け付けた際も含め、映司たちからは終始「徳田さん」と呼ばれている。

め組の若い衆
『暴れん坊将軍』に登場している、町火消しめ組の（頭を除く）男衆。本作品では役名表記がされていない。
当初は映司たちを疑い石を投げつけてくるが、最終的に怪人たちとの戦いに加勢する。これにより原典では見られなかった、将軍姿の吉宗との共闘が実現している。

## 仮面ライダーオーズ 本作品オリジナルの形態

### 仮面ライダーオーズ ブラカワニコンボ
コブラ・カメ・ワニのメダルを使用して変身する爬虫類系コンボ。基本カラーはオレンジ色。変身時には全身が橙色に輝くと共に亀の甲羅を模したエフェクトに包まれる。
コンボチェンジ時の音声コールはコブラの咆哮の後に「ブラカーワニ!」。
ゴウラガードナーで防御し、その隙にコブラヘッド・ワニレッグを使用して攻撃を与える戦法を得意とする。体内を循環する不老不死の力に関係すると言われている生体強化物質のソーマ・ヴェノムによって損傷・ダメージを瞬時に回復して再生する固有能力を備え、熱・毒・電撃などへの耐性も大幅に向上している。
- 変身時シーンはワンカットで撮影された[14]。
- スーツアクターの高岩成二は、視界の悪いアップ面での演技のためメダルを挿入できる自信がなかったが、それまでの撮影で得たコツにより成功させ、本人よりも先に周囲が喜んでいたという[14]。

部位
コブラヘッド
複眼の色は紫、額のオークォーツはアメシスト色の六角形。感知力に優れ、赤外線をも視認可能。頭部はコブラのようなターバンを巻いているように見える。偶然落ちていた蛇使いの笛ブラーンギーを吹くことで、後頭部から伸びる辮髪をコブラとして実体化させ、自在に操る特殊技カペロブラッシュを使用可能。
- マスクは壺、オークォーツを囲う赤いラインは舌、、ターバン全体をコブラに見立てている。当初は地獄大使や仮面ライダー王蛇のような頭であったが、ターバン状に蛇を巻き付けかせるものとなった。
- マスクはアップ用・アクション用の2種類が制作された。

カメアーム
防御力に優れる。両前腕部にカメの甲羅を模した装甲ゴウラガードナーを備える。単体でも高い防御力を誇るが、両腕を合わせることでより強力なオレンジ色のエナジーシールドゴーラシールデュオを展開する。
- 当初はパーツの交換で両腕の甲羅を表現する予定であったが、実際にはCGで表現された。

ワニレッグ
キック力・移動能力に優れる。地面を滑るように移動可能で、ノコギリ状に発達した外骨格ソウデッドサイザーにエネルギーを送り、蹴撃に合わせてオレンジ色のワニの頭部を模したエフェクトを纏って攻撃する。

必殺技
ワーニングライド
両足蹴りの体勢でスライディングし、3つの橙色のオーリングを潜りながら敵の目前で飛び上がり、挟み蹴りを叩き込む。直撃の際により巨大なワニの頭部を模したエフェクトが発生し、命中するとオレンジ色の「OOO」の文字が浮かび上がる。

その他の出演作品
『仮面ライダー×仮面ライダー ウィザード&フォーゼ MOVIE大戦アルティメイタム』
『MOVIE大戦アルティメイタム』にて、ライダーリングから召喚されたオーズが、アクマイザーの装甲車に攻撃する際に変身。
ジオラマ小説『KAMEN RIDER OOO EDITION -OOZ-』
映司がライダーマンの右腕に取りついていたアンクから、彼が所持していた爬虫類コアメダルにて変身。
ショッカーグリードを始めとする人造グリードとの戦いでは、ライダーマンとの連携で追い詰めるが、姿を消すことが出来るガランダーグリードによって、ドライバーからメダルを抜かれてしまい、変身解除になってしまう。
ヘビが苦手な映司がこの形態で戦えたのは、気にしないようにと平静を装っている模様。

### 仮面ライダーオーズ ガタトラーター
クワガタ・トラ・チーターのコアメダルで変身する亜種形態。
チーターレッグによる超速移動とトラクローの攻撃の組み合わせでナイト兵を一掃した。

## 怪人
ガラ怪人態
ガラの戦闘形態で、大量のセルメダルで全身を覆い変身する。ガラ自身は憑依した若葉五月の肉体（ガラ曰く「棒」）をコアメダルの代用にすることでグリードに近い存在になっており、一種の擬似グリードとも言える存在である。
伸縮自在な腕・鋭利な爪を武器とし、強固な皮膚によってオーズの攻撃を悉く遮断、圧倒的な戦闘能力で圧倒するが、五月がオーズの助けを借りる形で憑依から逃れ、さらにフォーゼの突然の乱入により、オーズとフォーゼの合体技ライダースイングバイを受けて塔へと吹き飛ばされる。しかしオーズからは不意打ちで恐竜系コアメダルを奪取しており、全てのコアメダルを揃え怪物態（巨大ガラ）へと変貌した。
- 古代の錬金術の王のようなイメージをミイラのような冠や顔で表現している。ヤミーとの親和性から手の形となった冠となっている。身体の中央には錬金術の蒸留器をイメージした円形の列を配しており、メダルを欲しているというイメージから穴となっている。くすむ感じではなく派手にしたカラーリングとなっている。

ガラ怪物態（巨大ガラ）
「真のオーズ」を自称する、ワイバーンのような姿の巨獣。追い詰められたガラ怪人態が、奪った21種のコアメダルと大量のセルメダルをその身に取り込み変貌した。
巨大な体躯からの圧倒的なパワーと、口から吐き出す炎でオーズ・バースを圧倒するも、オーズ ガタキリバコンボが変身した全コンボと、バースの繰り出した必殺技の一斉攻撃を受けて爆散、砕け散った肉体はセルメダルへと還元された。
- 劇場版で半ば定番化していた巨大なCG怪獣の中で前例には無かった一番基本であるドラゴン＝翼竜型に等身大のガラの意匠を加えている。動かしやすくカラフルにできるということから、始祖鳥のような長い尻尾を付けている。

『スーパーヒーロージェネレーション』
仮面ライダールートの第2話に登場。同作品では、宇宙から隕石群が飛来するころまで復活していなかったかのような描写があり、オーズもガラについて知らない様子を見せていた。恐竜グリードがオーズやフォーゼと戦っている最中に登場。

鵺ヤミー
ガラが作り出した、猿・虎・狸・蛇の特徴を持つ合成ヤミー。アンクの持つ鳥系コアと、映司の体内にある恐竜系コアを狙い、江戸時代へと反転した空間に出現する。左腕の分離可能な髑髏で喋る。
妖怪型のヤミーで非常に身軽な身体が生み出す素早い動きを駆使し、頭部からの火炎弾や首に巻きついた蛇を操っての攻撃を行う。その身軽さで映司が変身したバース、そしてオーズを翻弄するも、ブラカワニコンボの登場により形勢が逆転、ワーニングライドを受けて倒された。
- グリードではないものの3つの特性を持つ鵺がモチーフとなった。猿の要素はニホンザルではなく、マンドリルを入れている。

ナイト兵
ガラが使役する使い魔。800年前の兵士のような容姿で、白ヤミーと同等の戦闘力を持つ。ヤミーと同じく身体はセルメダルで構成されており、両刃のサーベルを武器とする。吉宗とオーズの共闘によって一掃された。

## 用語・アイテム
爬虫類系コアメダル
「コブラ」「カメ」「ワニ」の力が込められた3枚のコアメダル。他の系統のコアメダルと同様に10枚存在し、作中ではヨーロッパの王家から徳川家に献上された3枚と、失われたメダルに装填されている3枚の計6枚が登場している。このメダルを基にしたグリードやセルメダルはテレビシリーズも含め、関連するいずれの作品にも登場していない。
テレビシリーズ第44話にも、本作品の映像を流用する形でコアメダルが登場している。

時空間を入れ替える装置
ガラの城の広間に置かれた装置で、透明な器と3枚の丸い盤で構成されている。
器に大量のセルメダルを投入することで、盤が裏返ると同時に塔のそばにある地域の一部が丸く区切られ、盤と同様に裏返る。これによりその地域や他の地域が、位置のみならず時間すらも超えて入れ替わる。
劇中では3枚の盤のうち2枚が回転し、2つの地域がそれぞれ江戸時代、恐竜が存在する時代の時空間へ転移。その結果現代人が江戸時代へタイムスリップしたり、現代の世界に恐竜が現れるという事態が発生した。

失われたメダル
城の広間に置かれた、円形状の石板を主体とした装置。石板にはオーサークルが3つ彫られており、それぞれにコアメダルを収める窪みが7つ彫られている。
複数のメダルの力を集約・制御するための装置であると同時に、肉体を失ったガラの魂が宿る本体でもある。それぞれのサークルに彫られた穴に21種のコアメダルを収め、ガラが「変身」を宣言することにより周囲のセルメダルを吸収し、ガラを怪物態へと変貌させる。
テレビシリーズでは鴻上ファウンデーション地下の「王の間」に置かれていた。

## キャスト
- 仮面ライダーオーズ / 火野映司 - 渡部秀
- アンク / 泉信吾 - 三浦涼介
- 泉比奈 - 高田里穂
- 仮面ライダーバース / 伊達明 - 岩永洋昭
- 後藤慎太郎 - 君嶋麻耶
- 里中エリカ - 有末麻祐子
- ウヴァ - 山田悠介
- カザリ - 橋本汰斗
- ガメル - 松本博之
- メズール - 未来穂香
- 真木清人 - 神尾佑
- 白石知世子 - 甲斐まり恵
- 若葉五月 / ガラ - 酒井美紀
- ベル - 荻野可鈴
- 若葉駿 - 根岸泰樹
- ロッカー - 唐橋充
- 記者 - 氏家恵
- 調査員A - ピーター・ブルーネ
- ドライバー - 内藤邦秋
- 岡っ引き（風の佐平次） - 西村匡生[8]
- 小頭 - 西山清孝
- 町人A - おぐらとしひろ
- 町人B - 大岩剣也
- 母親 - 髙橋静香
- 子供 - 野間仁雄
- 望月智弥、沼尾義彦、名手寿之、阿部博明、芳澤諒香、福本清三、仮面ライダーGIRLS
- 仮面ライダーフォーゼ / 如月弦太朗 - 福士蒼汰（特別出演）
- 城島ユウキ - 清水富美加（特別出演）
- 鴻上光生 - 宇梶剛士
- 徳川吉宗  - 松平健

### 声の出演
- メズール - ゆかな
- 鵺ヤミー - 北沢力
- ガラ怪人体 - 大友龍三郎
- ナレーション - 中田譲治
- 大村亨
- 丹野宜政
- ナイト兵 - 穴井勇輝[20]
- 木下鈴奈、石澤幸子
- オースキャナー音声 - 串田アキラ[注釈 1]

### スーツアクター
- 仮面ライダーオーズ[21][14]、仮面ライダーフォーゼ[21]、仮面ライダーバース（映司）[21] - 高岩成二
- 仮面ライダーバース[21] - 永徳
- ガラ怪人体[21]、鵺ヤミー[21] - 藤井祐伍
- ウヴァ[21] - 岡田和也
- カザリ[21] - 渡辺淳
- ガメル[21] - 高田将司
- メズール[21] - 藤田慧
- 五味涼子
- 岸本康太
- 金田進一
- 南誉士広
- 井殿雅和
- 高橋光
- 浅井宏輔
- 野々村仁
- 東山龍平
- 奥梁山新
- 遠藤誠
- 本多剛幸
- 村井亮
- 高橋玲
- 橋口未和
- 玄也
- 渡邉昌宏
- 片伯部浩正
- 斉藤幸治
- 内川仁朗
- 中村博亮
- 神前元
- 蔦宗正人
- 寺本翔悟
- 金子起也
- 細川晃弘
- 松本竜一
- 岡田貴善
- 大岩主弥

## スタッフ
- 原作 - 石ノ森章太郎（石森章太郎プロ）
- 脚本 - 小林靖子
- 音楽 - 中川幸太郎
- 製作 - 鈴木武幸（東映）、平城隆司（テレビ朝日）、高橋浩（東映アニメーション）
- 企画 - 遠藤茂行（東映）、桑田潔（テレビ朝日）、日達長夫（東映ビデオ）、篠田芳彦（アサツー ディ・ケイ）、松田英史（東映エージエンシー）、垰義孝（バンダイ）
- エグゼクティブプロデューサー - 杉山登（テレビ朝日）、加藤和夫（東映ビデオ）
- 撮影 - 倉田幸治
- 照明 - 斗沢秀
- 美術 - 大嶋修一
- 録音 - 堀江二郎
- 編集 - 長田直樹
- 整音 - 曽我薫
- 助監督 - 塩川純平、匂坂力祥
- スクリプター - たかいわれいこ
- 制作担当 - 板垣隆弘
- 3D技術コーディネーター - 小林真吾
- AP - 石川啓
- ラインプロデューサー - 道木広志
- 絵コンテ - なかの★陽
- 助監督 - 上堀内佳寿也、苗代祐史、片岡駿
- キャラクターデザイン - 早瀬マサト（石森プロ）・阿部統・高木義弘・三觜翼（PLEX）
- クリーチャーデザイン - 出渕裕、篠原保
- フォーゼユニット
  - ワイヤーアクションコーディネーター - 小池達朗（アルファスタント）
  - 助監督 - 山口恭平
- 仮面ライダーフォーゼ
  - 演出協力 - 坂本浩一
  - プロデュース協力 - 塚田英明
- 製作プロダクション - 東映テレビ・プロダクション
- スーパーバイザー - 小野寺章
- プロデュース - 武部直美、高橋一浩、本井健吾（テレビ朝日）
- 特撮監督 - 佛田洋
- アクション監督 - 宮崎剛（ジャパンアクションエンタープライズ）
- 劇場版「オーズ・ゴーカイジャー」製作委員会 （東映、テレビ朝日、東映アニメーション、東映ビデオ、アサツー ディ・ケイ、東映エージエンシー、バンダイ）
- 監督 - 柴﨑貴行
- 配給 - 東映[注釈 1]

## 音楽
主題歌「手をつなごう〜マツケン×仮面ライダーサンバ〜」
作詞 - 藤林聖子 / 作曲・編曲 - 鳴瀬シュウヘイ / 歌 - 松平健feat.映司&アンク（C.V.渡部秀・三浦涼介）
挿入歌
「Anything Goes!」
作詞 - 藤林聖子 / 作曲 - Tatsuo / 編曲 - Tatsuo・中川幸太郎 / 歌 - 大黒摩季
「吉宗評判記暴れん坊将軍」BGM
作曲 - 菊池俊輔

## 映像ソフト化
- タトバ撮物帳 メイキング・オブ・劇場版 仮面ライダーオーズ WONDERFUL 将軍と21のコアメダル（DVD1枚組、2011年7月21日発売）
  - 撮影風景のドキュメンタリー、スタッフやキャストのインタビューを収録。
- ネット版 仮面ライダーオーズ ALL STARS 21の主役とコアメダル（DVD1枚組、2011年12月9日発売）
  - スピンオフネットムービー全23話を完全収録。
  - 映像特典
    - FILE番外編3「亜種119 オーズ完走せよ! 決勝戦」
    - 予告PR集

  - 初回限定特典
    - -君もいっしょにやってみよう!- FILE番外編3「亜種119 オーズ完走せよ! 決勝戦」完走ポスター
- 劇場版 仮面ライダーオーズ WONDERFUL 将軍と21のコアメダル 通常版（1枚組、2012年1月21日発売、Blu-ray / DVDでリリース）
  - 本編：劇場公開版本編を収録
  - 映像特典
    - TRAILER
- 劇場版 仮面ライダーオーズ WONDERFUL 将軍と21のコアメダル コレクターズパック（3枚組（初回生産分のみ4枚組）、2012年1月21日発売、Blu-ray / DVDでリリース）
  - ディスク1：本編ディスク（通常版と共通）
  - ディスク2：特典DVD1
    - タトバ撮物帳 メイキング・オブ・劇場版 仮面ライダーオーズ WONDERFUL 将軍と21のコアメダル 補完版

  - ディスク3：特典DVD2
    - 製作発表
    - 完成披露試写会舞台挨拶
    - 公開初日舞台挨拶
    - 『手をつなごう〜マツケン×仮面ライダーサンバ〜』PV
    - テレビスポット
    - データファイル
    - ポスターギャラリー

  - 初回限定特典
    - ディスク4：特典DVD3
      - 仮面ライダー40周年記念スペシャルディスク「映画公開記念スペシャルイベント 仮面ライダーオーズ グリードナイト」

    - 特製スリーブケース
- 劇場版 仮面ライダーオーズ・海賊戦隊ゴーカイジャー 3D（Blu-ray 3D1枚組、2012年2月10日発売）
  - 3D版本編のソフト化。同時上映の『海賊戦隊ゴーカイジャー THE MOVIE 空飛ぶ幽霊船』も同時収録。2D再生にも対応。
  - 映像特典
    - TRAILER ver.3D

  - 初回限定特典
    - 3Dポストカード
- 劇場版 仮面ライダーオーズ WONDERFUL 将軍と21のコアメダル ディレクターズカット版（1枚組、2012年6月21日発売、Blu-ray / DVDでリリース）
  - 本編：約7分の未公開シーンの追加・エンドロールアニメーションのリメイクなどの再編集を施した本編を収録
  - 音声特典
    - オーディオコメンタリー（渡部秀×三浦涼介×監督：柴﨑貴行）

## 評価
丸の内TOEI1他全国487スクリーンで公開され、2011年8月6・7日の初日2日間で2D版は興収2億8,809万8,500円・動員25万2,521人、3D版は興収6,146万6,700円・動員4万626人、累計興収3億4,956万5,200円・動員29万3,147人を記録し、映画観客動員ランキング（興行通信社調べ）で初登場第1位を獲得した。2Dと3Dのスクリーン数の内訳は298対189。最終興行収入は仮面ライダー劇場版シリーズの中でも最高記録を樹立した『オールライダー対大ショッカー』の19億円に次ぐ17億6,000万円を記録し、2020年時点で仮面ライダー劇場版シリーズとしての最終興行収入シリーズ第2位を樹立した。

## 他媒体展開

### 『ネット版 仮面ライダーオーズ ALL STARS 21の主役とコアメダル』
『ネット版 仮面ライダーオーズ ALL STARS 21の主役とコアメダル』（ネットばん かめんライダーオーズ オールスターズ 21のしゅやくとコアメダル）は、2011年（平成23年）7月16日より東映特撮BBやテレ朝動画などで有料配信されたスピンオフネットムービー。前年度までと同様に、複数のコーナーからなるショートコメディコント集というスタイルで制作されている。
有料配信終了後も、YouTubeの「東映特撮YouTube Official」にて2017年9月19日から12月12日まで無料配信が行われた。

#### キャスト（ネットムービー）
- 火野映司 / 仮面ライダーオーズ - 渡部秀
- アンク - 三浦涼介
- 泉比奈 - 高田里穂
- 伊達明 / 仮面ライダーバース - 岩永洋昭
- 後藤慎太郎 / 仮面ライダーバース - 君嶋麻耶
- 里中エリカ - 有末麻祐子
- ベル（劇場版） - 荻野可鈴
- ウヴァ - 山田悠介
- カザリ - 橋本汰斗
- ガメル - 松本博之
- 真木清人 - 神尾佑
- 白石知世子 - 甲斐まり恵
- 鴻上光生 - 宇梶剛士

#### 声の出演（ネットムービー）
- メズール - ゆかな
- タイトルコール - 串田アキラ

#### スーツアクター（ネットムービー）
- 仮面ライダーオーズ[23][24]、仮面ライダーフォーゼ[24] - 高岩成二
- 仮面ライダーパース[23] - 永徳
- ウヴァ[23] - 岡田和也
- カザリ[23] - 渡辺淳
- ガメル[23] - 高田将司
- メズール[23][25] - 藤田慧
- 金田進一
- 藤井祐伍
- 橋口未和
- 片伯部浩正
- 金子起也

#### スタッフ（ネットムービー）
- 原作 - 石ノ森章太郎
- 脚本 - 毛利亘宏、山辺浩一、武部直美、高橋一浩
- 監督 - 石田秀範

#### 各話リスト（ネットムービー）
| 話数 | ファイル      | サブタイトル                    | 登場ライダー/怪人 | 紹介人物           | 配信日                 |
| ---- | ------------- | ------------------------------- | --- | ------------------ | ---------------------- |
| 1    | FILEタカ      | アンクのコスプレはお好き?       | タトバコンボ | アンク             | 2011年7月8日 第1回配信 |
| 2    | FILEクジャク  | 最強里中                        | バース（伊達） バース（後藤） バース（里中） | 里中エリカ         | 2011年7月8日 第1回配信 |
| 3    | FILEコンドル  | タジャドルウエイターの受難      | ウヴァ 不完全体 カザリ 不完全体 メズール 不完全体 ガメル 不完全体 タジャドルコンボ | タジャドルコンボ   | 2011年7月8日 第1回配信 |
| 4    | FILEプテラ    | 映司お兄さんと遊ぼう            | シャウタコンボ サゴーゾコンボ ガタキリバコンボ | 火野映司           | 2011年7月8日 第1回配信 |
| 5    | FILEトリケラ  | 真木とバーチャルキヨちゃん      | | 真木清人           | 2011年7月8日 第1回配信 |
| 6    | FILEティラノ  | クイズ プトティラの亜種は?      | プトティラコンボ | プトティラコンボ   | 2011年7月8日 第1回配信 |
| 7    | FILE番外編(1) | 亜種119 オーズ完走せよ!         | 亜種119種（イラストのみ） | ガタトラーター     | 2011年7月8日 第1回配信 |
| 8    | FILEクワガタ  | ウヴァの悩み 好感度を上げよう   | ウヴァ 不完全体 | ウヴァ             | 7月15日 第2回配信      |
| 9    | FILEカマキリ  | バース伊達、今日から俺が店長だ! | バース | 伊達明             | 7月15日 第2回配信      |
| 10   | FILEバッタ    | ガタキリバの憂鬱                | ガタキリバコンボ | ガタキリバコンボ   | 7月15日 第2回配信      |
| 11   | FILEライオン  | カザリのこんなバイトはいやだ?   | カザリ 不完全体 | カザリ             | 7月22日 第3回配信      |
| 12   | FILEトラ      | タトバはなぜコンボか            | タトバコンボ | タトバコンボ       | 7月22日 第3回配信      |
| 13   | FILEチーター  | クイズ ラトラーターの美脚       | ラトラーターコンボ | ラトラーターコンボ | 7月22日 第3回配信      |
| 14   | FILEシャチ    | メズールの終末?                 | メズール 不完全体 | メズール           | 7月29日 第4回配信      |
| 15   | FILEウナギ    | 後藤ちゃんとバーチャルデート    | バース（カッターウイング） | 後藤慎太郎         | 7月29日 第4回配信      |
| 16   | FILEタコ      | クイズ シャウタで眠れ           | シャウタコンボ | シャウタコンボ     | 7月29日 第4回配信      |
| 17   | FILEコブラ    | 鴻上会長のバーチャル入社式      | バース | 鴻上光生           | 8月5日 第5回配信       |
| 18   | FILEカメ      | 知世子の悩み 困った従業員       | アンク 右腕 タトバコンボ | 白石知世子         | 8月5日 第5回配信       |
| 19   | FILEワニ      | 映画限定コンボ ブラカワ ピーッ! | フクロウヤミー（写真） オウムヤミー（写真） 軍鶏ヤミー（写真） ユニコーンヤミー（写真） タトバコンボ ラトラーターコンボ サゴーゾコンボ ガタキリバコンボ タジャドルコンボ（写真） シャウタコンボ（写真） プトティラコンボ（写真） ブラカワニコンボ | ブラカワニコンボ   | 8月5日 第5回配信       |
| 20   | FILEサイ      | ガメルの悩み 恋の作戦           | ガメル 不完全体 メズール 不完全体 | ガメル             | 8月5日 第5回配信       |
| 21   | FILEゴリラ    | 比奈とバーチャル動物園          | シャチパンダヤミー バイソンヤミー ラトラゾ | 泉比奈             | 8月5日 第5回配信       |
| 22   | FILEゾウ      | クイズ サゴーゾをカンニング     | サゴーゾコンボ | サゴーゾコンボ     | 8月5日 第5回配信       |
| 23   | FILE番外編(2) | フォーゼ スイッチの誘惑         | フォーゼ （ロケット/マジックハンド） | フォーゼ           | 8月12日 第6回配信      |

### ゲーム
『スーパーヒーロージェネレーション』
仮面ライダールートの第2話が本作品をアレンジした内容となっていてガラが登場している。

### 小説
『S.I.C. HERO SAGA KAMEN RIDER OOO EDITION -OOZ-』
本作品よりブラカワニコンボが登場。

### ネット配信
- 東映特撮YouTube Official

2019年11月24日 - 12月23日、2025年1月1日 - 1月17日（予定）

### テレビ放送
- 時代劇専門チャンネル

2024年8月から約5ヶ月間に渡り放送された「〜芸能生活50周年〜 松平健祭り」の掉尾を飾る作品として、本作が放送された。